# Montastraea cavernosa
Montastraea cavernosa là một loài san hô trong họ Faviidae. Chúng thường được tìm thấy trong vùng biển Caribbean. Nó hình thành những tảng lớn và đôi khi phát triển thành tấm. Polyp của nó có kích thước của một ngón tay cái của con người và hoàn toàn mở rộng vào ban đêm. Chúng tạo thành quần thể ở các tảng hình mái vòm lớn có đường kính hơn 1,5 mét ở vùng biển độ sâu nông và trung bình. Trong vùng nước sâu hơn, san hô này được quan sát thấy phát triển thành hình tấm. Nó được tìm thấy trong suốt hầu hết các môi trường rạn san hô, và chủ yếu là san hô ở độ sâu 12,2-30,5 m.
Loài san hô này đôi khi có màu đỏ huỳnh quang hoặc màu da cam vào ban ngày, và gần đây người ta cho rằng màu sắc này là do phycoerythrin, một protein từ cyanobacteria.

## Hình ảnh

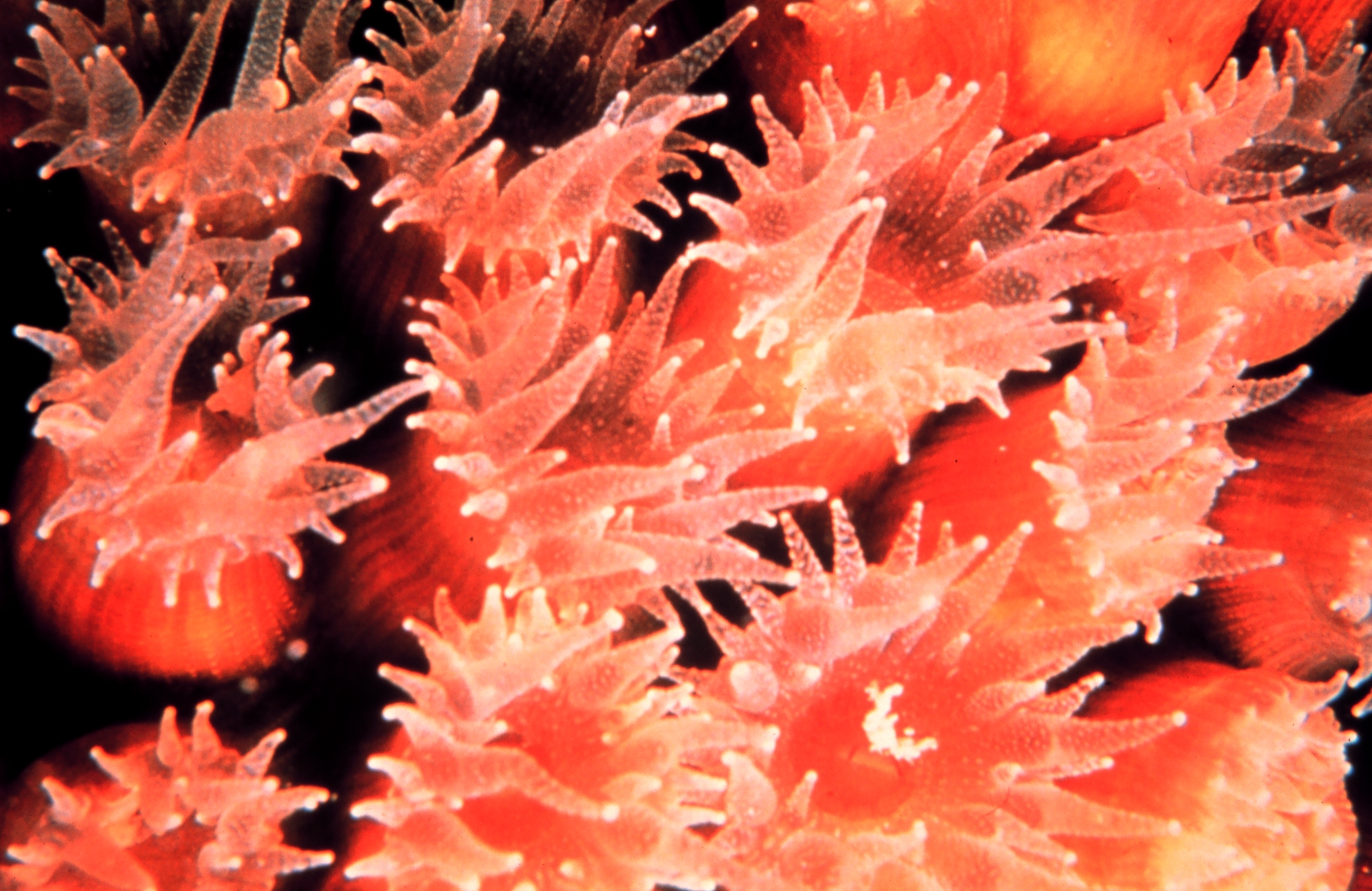
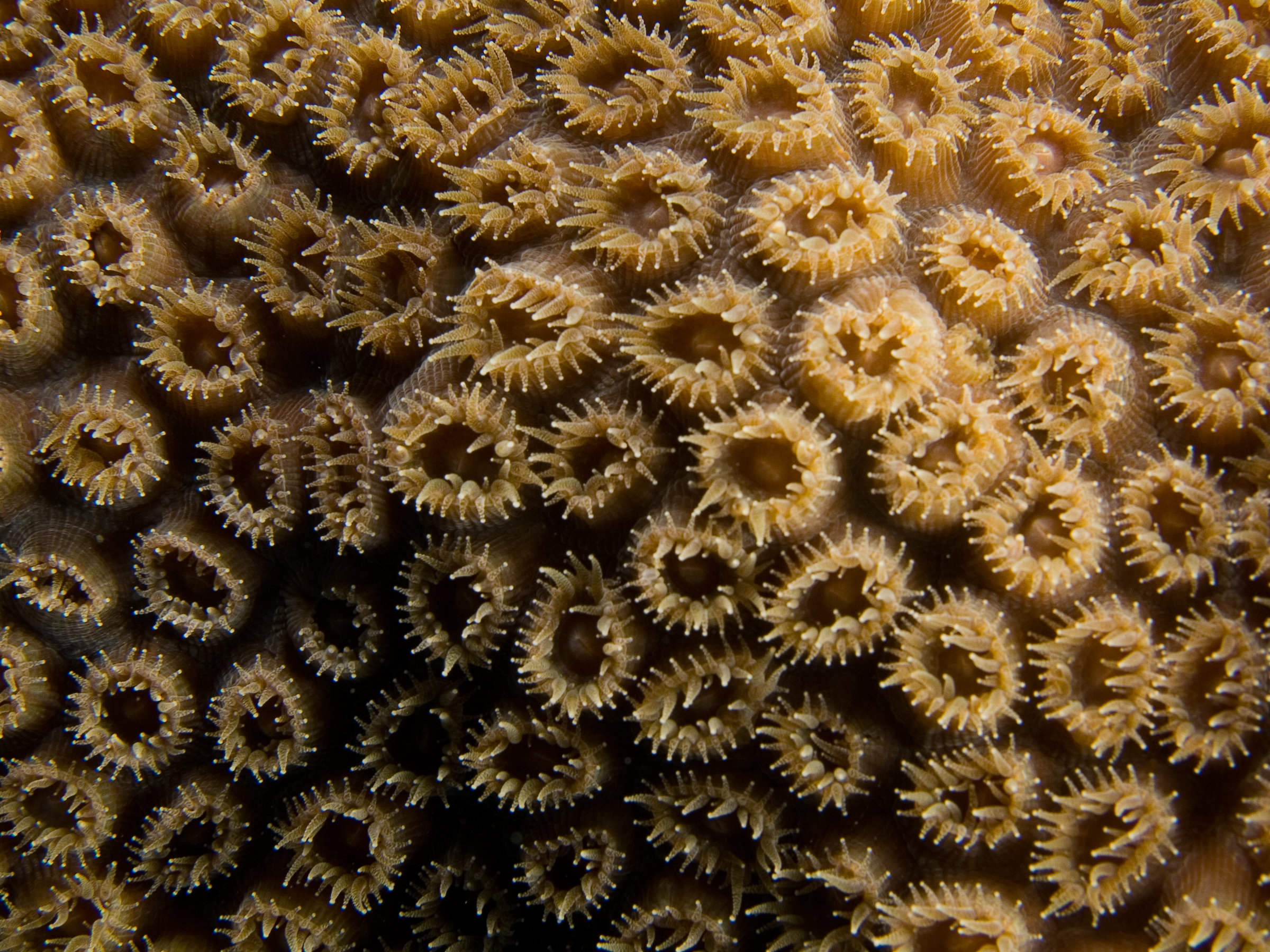
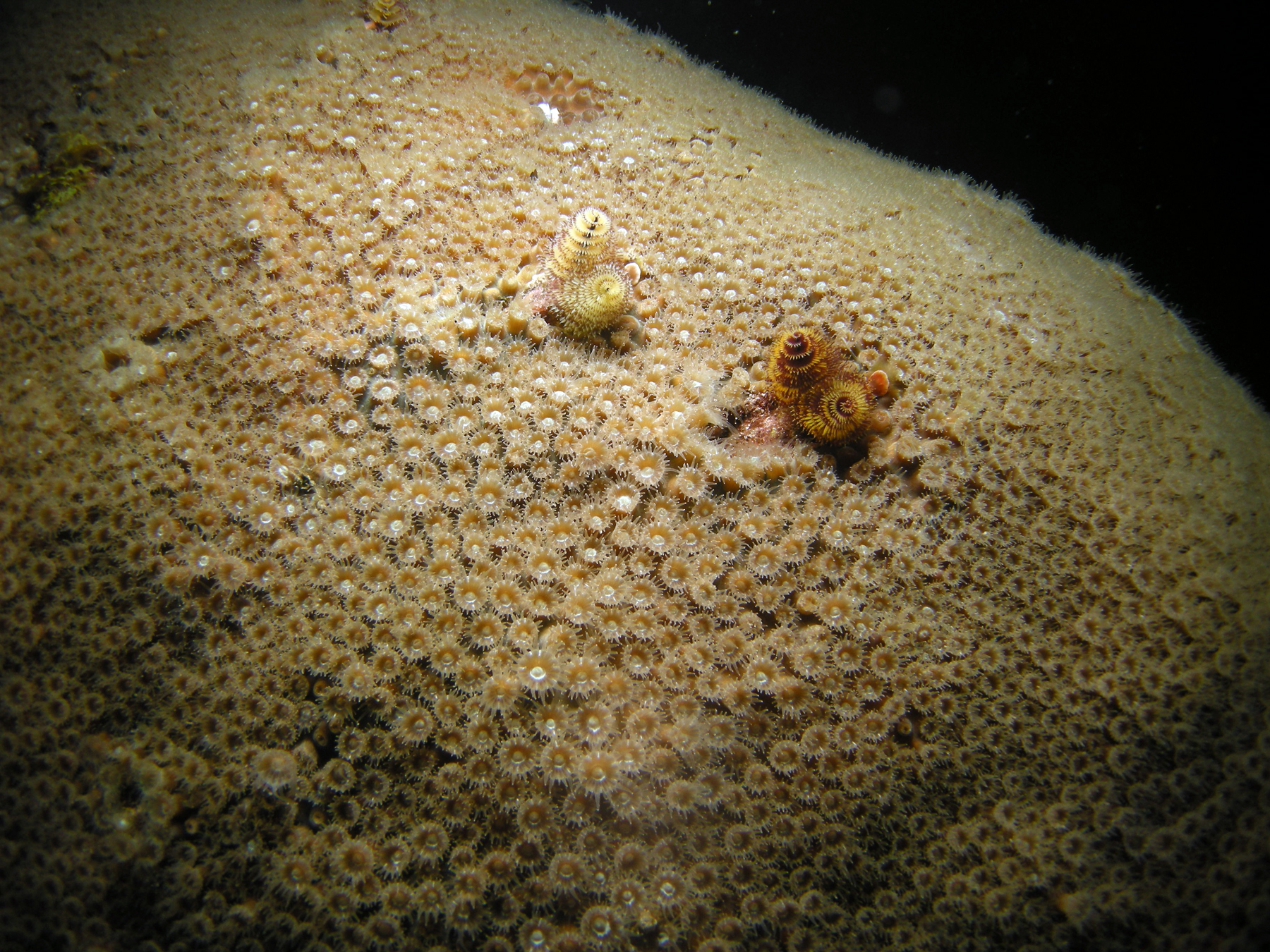
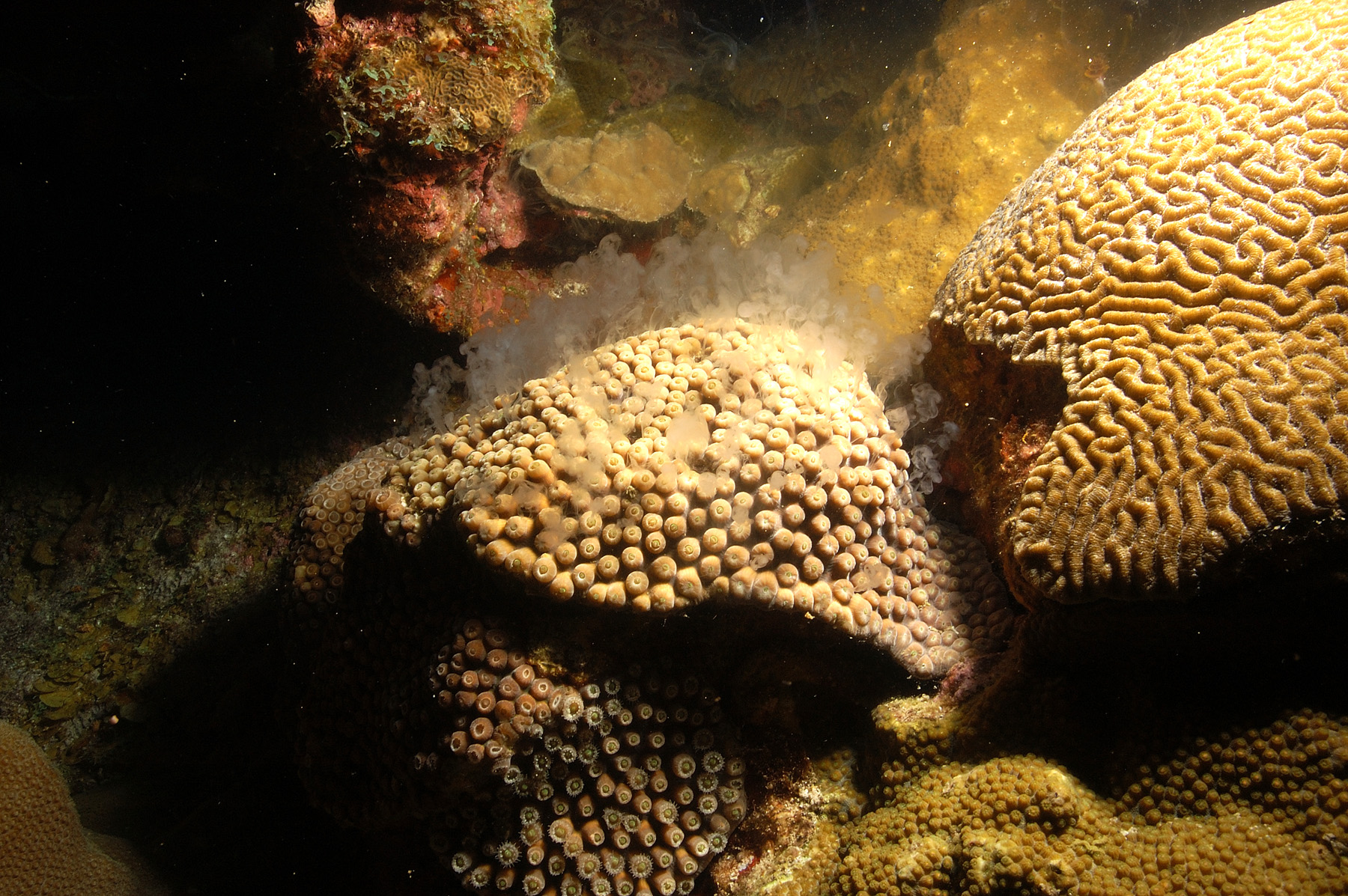
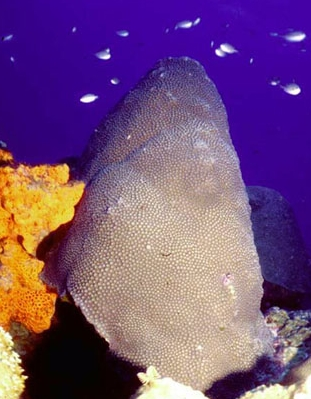
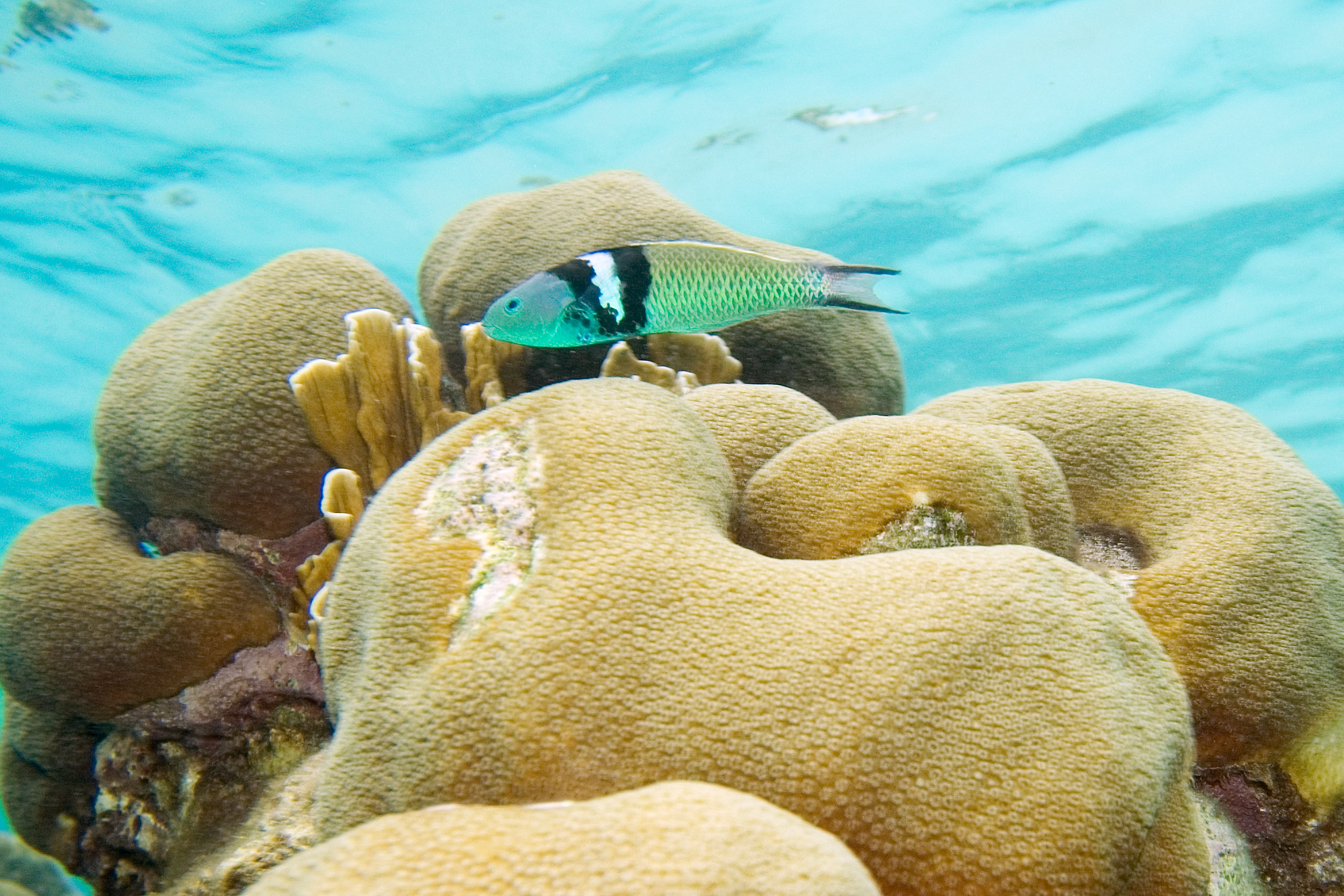
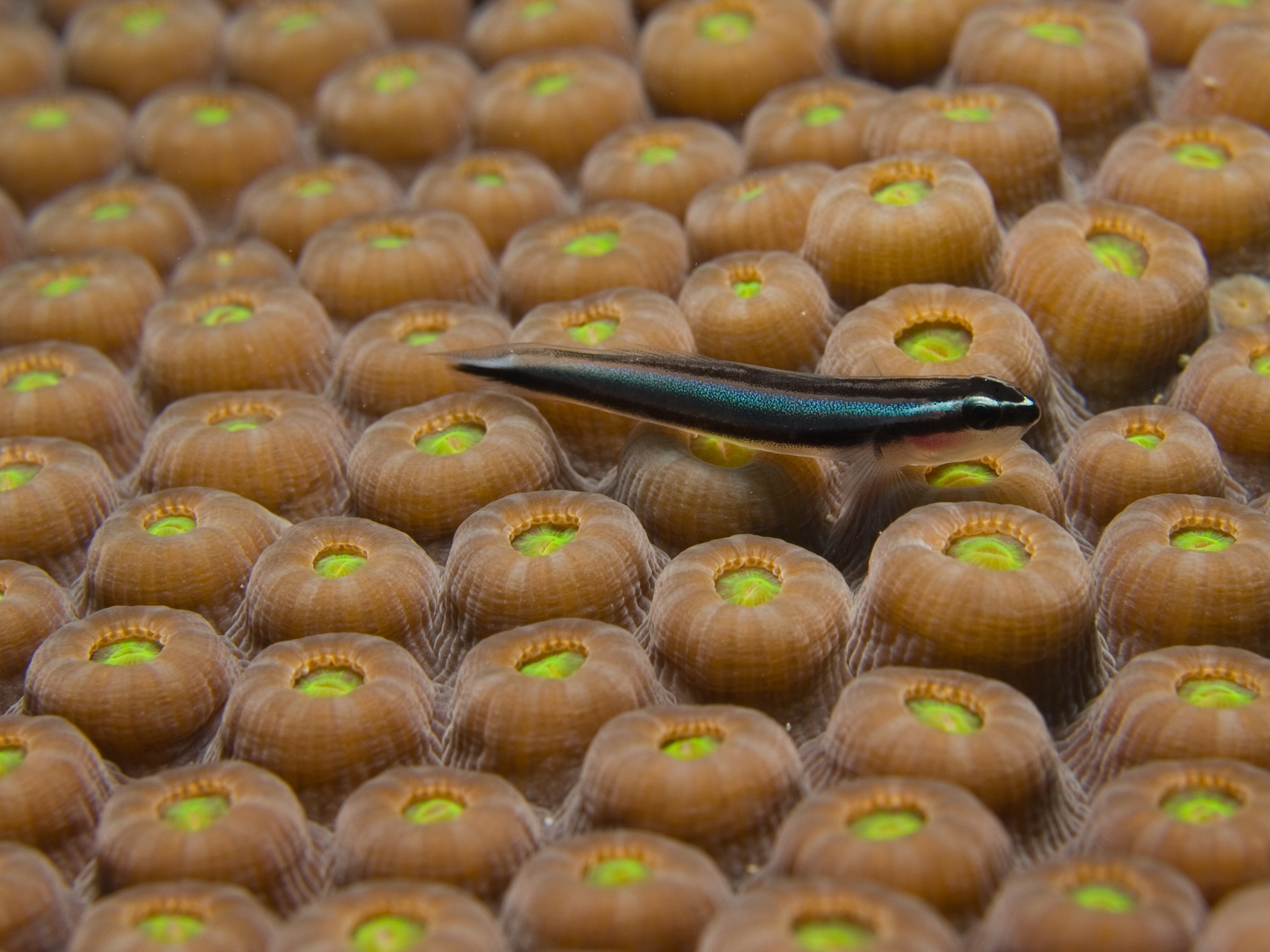
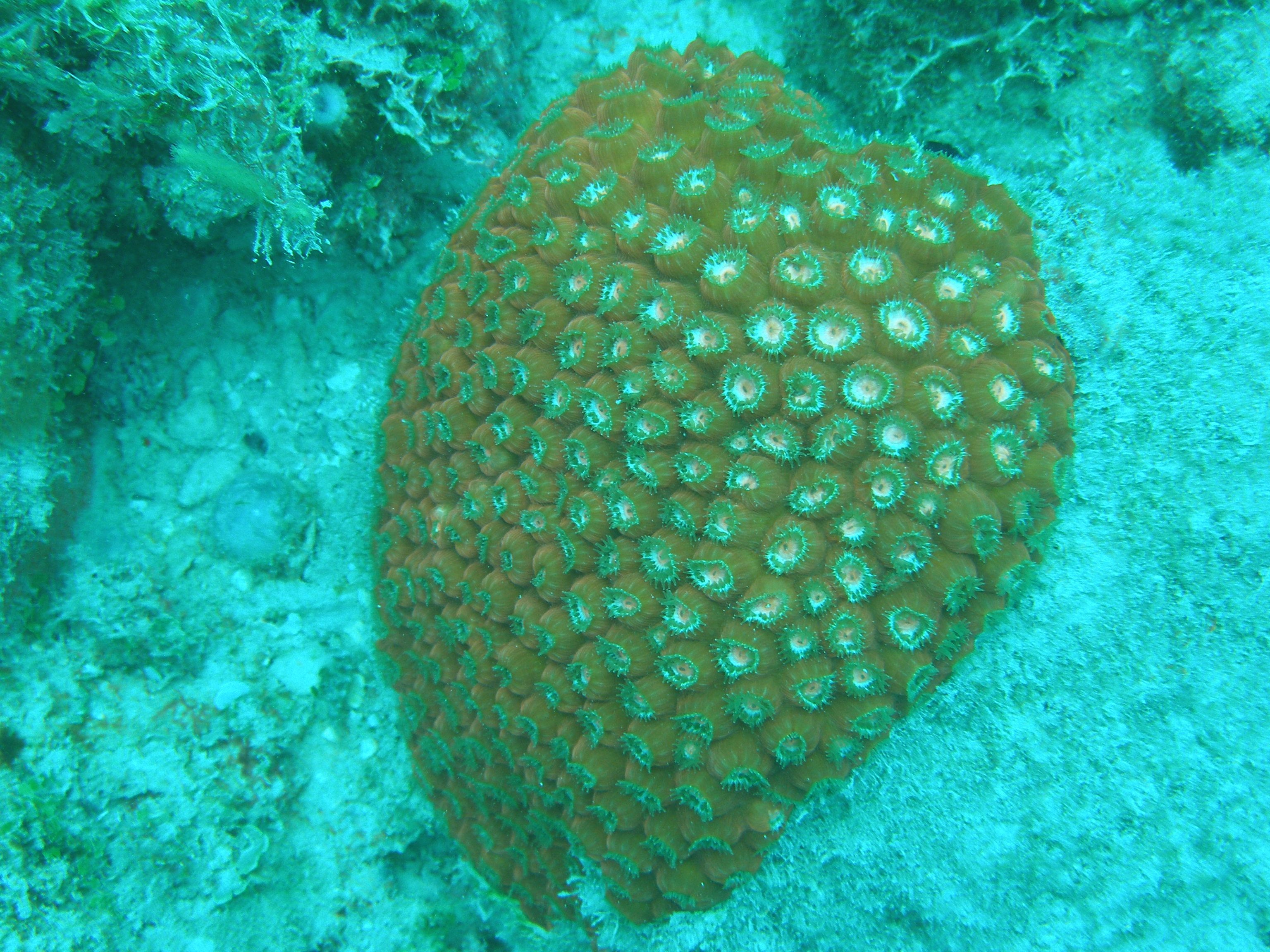
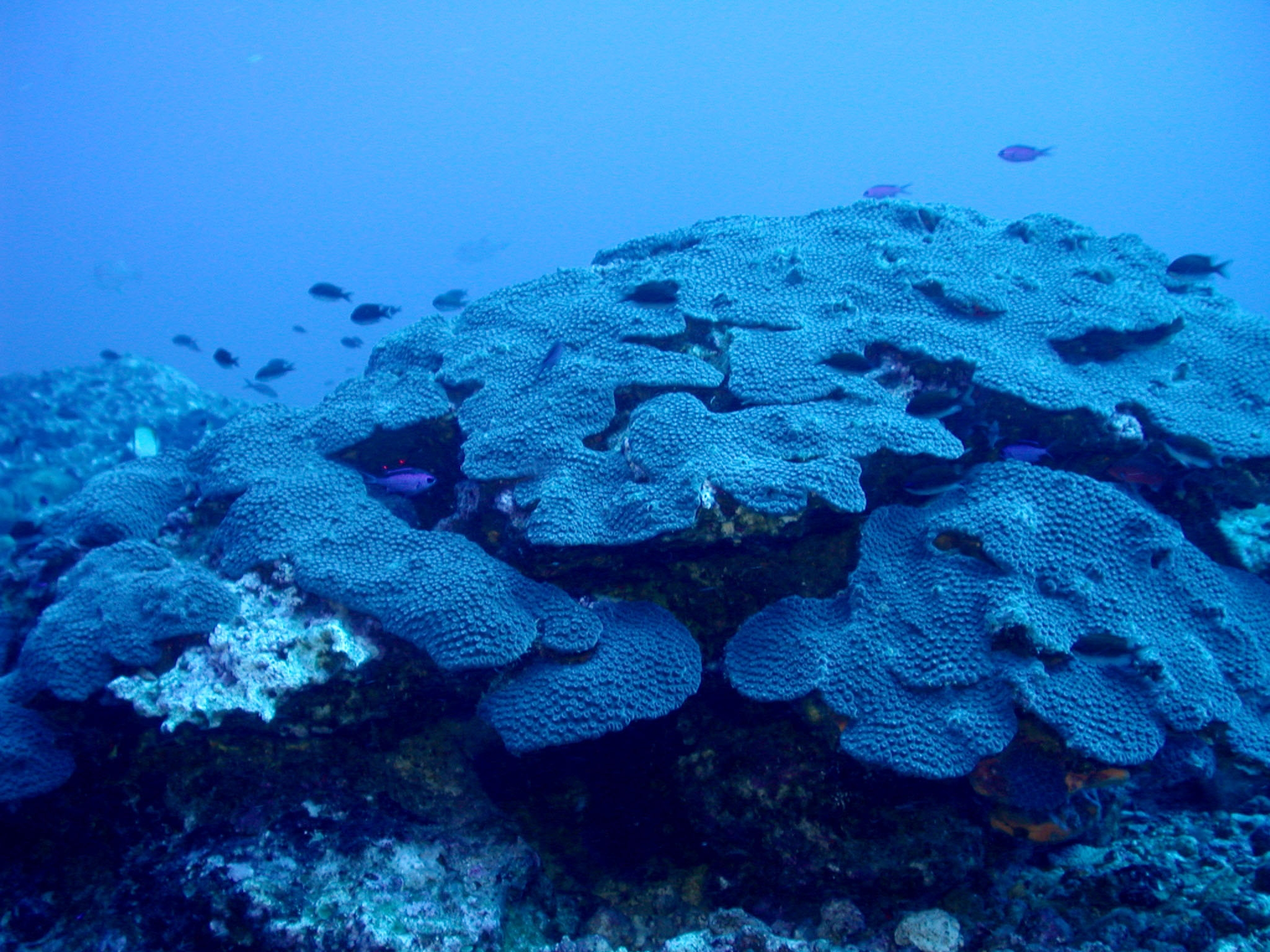
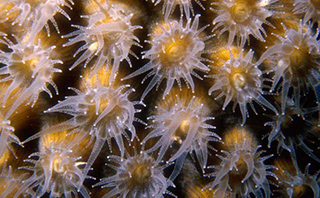